# Primera Línea (revista)

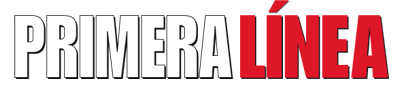
Logo oficial de Primera Línea

Primera Línea fue una revista española creada y dirigida en 1985 por Damián García Puig. Posteriormente, fue dirigida por el periodista Guillermo Hernaiz (1987-2010), siendo Miquel Echarri director en su última etapa. Esta publicación pertenecía al Grupo Zeta y estaba dirigida a un lector fundamentalmente masculino, incidiendo más en el aspecto erótico y festivo. Se autodefinía como "Para los que no quieren ir al cielo".

## Cierre
Primera Línea cerró en diciembre de 2018, tras 34 años de vida; convirtiéndose así en la tercera revista que Grupo Zeta cerraba en 2018, tras decir adiós a Interviú y Tiempo a principios de dicho año. Aun así, sigue estando disponible vía web.